# Benevento Calcio 2021-2022
Questa voce raccoglie le informazioni riguardanti il Benevento Calcio nelle competizioni ufficiali della stagione 2021-2022.

## Stagione
Nella stagione 2021-2022 il Benevento allenato da Fabio Caserta disputa il campionato di Serie B, 63 punti con il settimo posto finale. Disputa i Play-off, dove nel turno preliminare supera l'Ascoli (0-1), poi nella semifinale incrocia il Pisa, al Vigorito vince il Benevento (1-0) all'Arena Garibaldi vince il Pisa (1-0), i nerazzurri vanno in finale, essendosi meglio piazzati in campionato. Nel girone di andata il Benevento raccoglie 35 punti, nel girone di ritorno ottiene 28 punti. Nella Coppa Italia nei trentaduesimi di finale supera (2-1) dopo i tempi supplementari la Spal, nei sedicesimi perde (2-1) con la Fiorentina. Arriva in doppia cifra con 10 centri Gianluca Lapadula, mentre Gabriele Moncini arriva a 8 reti, delle quali 2 in Coppa Italia e 6 in campionato.

## Magliette e sponsor
| Casa | Trasferta | Terza divisa |

Sponsor tecnico: Nike

## Organigramma societario
Area direttiva
• Presidente: Oreste Vigorito
• Vicepresidente: Diego Palermo
• Amministratore delegato: Ferdinando Renzulli
• Amministratore delegato - Ferdinando Renzulli, Stefano Renza
• Direttore sportivo - Pasquale Foggia
• Allenatore - Fabio Caserta
• Coordinatore generale; Direttore logistica; Team manager - Alessandro Cilento
• Segretario generale - Antonino Trotta
• Responsabile ticketing - Domenico Cinelli
Area comunicazione e marketing
• Responsabile comunicazione - Antonio Sasso
• Ufficio stampa; Social media manager - Stefano Ferrara
• Responsabile marketing - Alberto Maria Zito
• Gestione pubblicità ed eventi - Fabio Siniscalchi, Ottomedia
• Tecnico di ripresa camera tattica e drone - Francesco Varrella
Area sicurezza
• Organo di vigilanza - Teodoro Reppucci
• Contabilità - Maurizio Romano, Luciano Ladislai
• Segreteria - Sonia Iacoviello, Domenico Nastri
• Delegato alla sicurezza gestione evento - Luigi Cassano
• Vice delegato alla sicurezza gestione evento - Marciano D'Avino

## Rosa
Rosa tratta dal sito internet ufficiale della società. Aggiornata al 19 giugno 2021.
| N. |                     | Ruolo | Calciatore           |
| -- | ------------------- | ----- | -------------------- |
| 1  | Italia (bandiera)   | P     | Gaspare Muraca       |
| 2  | Ghana (bandiera)    | D     | Bright Gyamfi        |
| 3  | Italia (bandiera)   | D     | Gaetano Letizia      |
| 4  | Italia (bandiera)   | C     | Gennaro Acampora     |
| 5  | Italia (bandiera)   | C     | Giacomo Calò         |
| 6  | Ghana (bandiera)    | C     | Abdallah Basit       |
| 7  | Italia (bandiera)   | A     | Salvatore Elia       |
| 8  | Colombia (bandiera) | C     | Andrés Tello         |
| 9  | Perù (bandiera)     | A     | Gianluca Lapadula    |
| 10 | Slovenia (bandiera) | C     | Dejan Vokić          |
| 11 | Brasile (bandiera)  | A     | Diego Farias         |
| 12 | Italia (bandiera)   | P     | Nicolò Manfredini    |
| 14 | Italia (bandiera)   | D     | Alessandro Vogliacco |
| 15 | Polonia (bandiera)  | D     | Kamil Glik           |
| 16 | Italia (bandiera)   | A     | Riccardo Improta     |
| 17 | Italia (bandiera)   | C     | Jacopo Petriccione   |

| N. |                           | Ruolo | Calciatore          |
| -- | ------------------------- | ----- | ------------------- |
| 18 | Belgio (bandiera)         | D     | Daam Foulon         |
| 19 | Italia (bandiera)         | A     | Roberto Insigne     |
| 20 | Italia (bandiera)         | A     | Giuseppe Di Serio   |
| 21 | Italia (bandiera)         | A     | Gabriele Moncini    |
| 23 | Moldavia (bandiera)       | C     | Artur Ioniță        |
| 24 | Italia (bandiera)         | C     | Mattia Viviani      |
| 25 | Italia (bandiera)         | A     | Marco Sau           |
| 26 | Italia (bandiera)         | C     | Bruno Umile         |
| 29 | Italia (bandiera)         | P     | Alberto Paleari     |
| 32 | Italia (bandiera)         | D     | Edoardo Masciangelo |
| 38 | Italia (bandiera)         | C     | Angelo Talia        |
| 58 | Italia (bandiera)         | D     | Christian Pastina   |
| 79 | Costa d'Avorio (bandiera) | C     | Siriky Sanogo       |
| 88 | Italia (bandiera)         | A     | Francesco Forte     |
| 93 | Italia (bandiera)         | D     | Federico Barba      |
| 99 | Italia (bandiera)         | A     | Enrico Brignola     |

## Risultati

### Serie B

#### Girone di andata
| Arbitro: | Di Bello (Brindisi) |

|                                                           |           |                             |
| R. Insigne 23’ Parodi 45+2’ (aut.) Foulon 48’ Improta 55’ | Marcatori | 5’, 39’, 82’ (rig.) Corazza |

| Arbitro: | Colombo (Como) |

|               |           |  |
| Mihăilă 90+7’ | Marcatori |  |

| Benevento 10 settembre 2021, ore 20:30 CEST 3ª giornata | Benevento         | 0 – 0 referto | Lecce | Stadio Ciro Vigorito (5 102 spett.)\| Arbitro: \| Santoro (Messina) \| |
| Arbitro:                                                | Santoro (Messina) |               |       |                                                                        |

| Arbitro: | Abbattista (Molfetta) |

|  |           |                        |
|  | Marcatori | 14’ Sau 25’ R. Insigne |

| Arbitro: | Cosso (Reggio Calabria) |

|                                    |           |              |
| Acampora 5’ Lapadula 69’, 84’, 86’ | Marcatori | 13’ Okwonkwo |

| Arbitro: | Zufferli (Udine) |

|                  |           |              |
| Cerri 33’ (rig.) | Marcatori | 39’ Lapadula |

| Benevento 3 ottobre 2021, ore 20:30 CEST 7ª giornata | Benevento          | 0 – 0 referto | Perugia | Stadio Ciro Vigorito (4 326 spett.)\| Arbitro: \| Marinelli (Tivoli) \| |
| Arbitro:                                             | Marinelli (Tivoli) |               |         |                                                                         |

| Arbitro: | Marcenaro (Genova) |

|             |           |           |
| Fagioli 49’ | Marcatori | 20’ Tello |

| Arbitro: | Ghersini (Genova) |

|                                  |           |  |
| Barba 32’ Lapadula 55’ Tello 85’ | Marcatori |  |

| Arbitro: | Meraviglia (Pistoia) |

|  |           |                          |
|  | Marcatori | 37’ Letizia 53’ Lapadula |

| Arbitro: | Giacomelli (Trieste) |

|  |           |             |
|  | Marcatori | 88’ Tramoni |

| Arbitro: | Marchetti (Ostia) |

|              |           |                                                |
| Di Serio 77’ | Marcatori | 34’, 45+2’ Lulić 49’ Charpentier 74’ Cicerelli |

| Arbitro: | Mariani (Aprilia) |

|          |           |  |
| Cohen 6’ | Marcatori |  |

| Arbitro: | Fourneau (Roma) |

|                                              |           |  |
| Viviani 7’ Lapadula 20’ Ioniță 57’ Tello 68’ | Marcatori |  |

| Arbitro: | Valeri (Roma) |

|                         |           |                                                |
| Crecco 76’ Dalmonte 87’ | Marcatori | 27’ R. Insigne 55’ (rig.) Lapadula 90+4’ Barba |

| Arbitro: | Di Martino (Teramo) |

|                       |           |           |
| Elia 61’ Di Serio 62’ | Marcatori | 51’ Butić |

| Arbitro: | Meraviglia (Pistoia) |

|  |           |                          |
|  | Marcatori | 22’, 41’ (rig.) Lapadula |

| Arbitro: | Valeri (Roma) |

|                                     |           |                   |
| R. Insigne 7’ Tello 40’ Moncini 66’ | Marcatori | 47’ (rig.) Valoti |

| Arbitro: | Baroni (Firenze) |

|             |           |           |
| Da Riva 87’ | Marcatori | 22’ Tello |

#### Girone di ritorno
| Arbitro: | Rapuano (Rimini) |

|                           |           |  |
| Lunetta 38’ Chiarello 54’ | Marcatori |  |

| Benevento 5 febbraio 2022, ore 14:00 CET 21ª giornata | Benevento          | 0 – 0 referto | Parma | Stadio Ciro Vigorito (3 135 spett.)\| Arbitro: \| Marinelli (Tivoli) \| |
| Arbitro:                                              | Marinelli (Tivoli) |               |       |                                                                         |

| Arbitro: | Pairetto (Nichelino) |

|               |           |                      |
| Strefezza 40’ | Marcatori | 13’ (aut.) Calabresi |

| Arbitro: | Santoro (Messina) |

|  |           |                             |
|  | Marcatori | 69’ Bidaoui 89’ Baschirotto |

| Arbitro: | Gariglio (Pinerolo) |

|  |           |             |
|  | Marcatori | 69’ Improta |

| Arbitro: | Marini (Roma) |

|                                                               |           |  |
| Forte 12’ (rig.), 49’ R. Insigne 21’ (rig.), 38’ Acampora 62’ | Marcatori |  |

| Arbitro: | Abbattista (Molfetta) |

|  |           |                    |
|  | Marcatori | 45+5’ (rig.) Forte |

| Arbitro: | Minelli (Varese) |

|             |           |          |
| Improta 33’ | Marcatori | 36’ Báez |

| Arbitro: | Sozza (Seregno) |

|               |           |  |
| Camporese 87’ | Marcatori |  |

| Arbitro: | Giua (Olbia) |

|                                       |           |                      |
| Improta 25’, 45+4’ Forte 90+2’ (rig.) | Marcatori | 27’ (aut.) Vogliacco |

| Arbitro: | Piccinini (Forlì) |

|                     |           |                     |
| Bisoli 2’ Moreo 32’ | Marcatori | 21’ Tello 68’ Forte |

| Arbitro: | Ghersini (Genova) |

|                                   |           |  |
| M. Ricci 15’ Vogliacco 56’ (aut.) | Marcatori |  |

| Arbitro: | Di Martino (Teramo) |

|                                                                 |           |            |
| Ioniță 3’ Caracciolo 32’ (aut.) Improta 49’ Forte 69’ Tello 88’ | Marcatori | 85’ Pușcaș |

| Arbitro: | Colombo (Como) |

|  |           |                                        |
|  | Marcatori | 21’ R. Insigne 79’ Forte 90+6’ Moncini |

| Arbitro: | Maggioni (Lecco) |

|             |           |  |
| Viviani 61’ | Marcatori |  |

| Arbitro: | Camplone (Pescara) |

|             |           |                                 |
| Gavazzi 86’ | Marcatori | 2’, 18’ Moncini 67’, 72’ Farias |

| Arbitro: | Baroni (Firenze) |

|           |           |                                 |
| Barba 45’ | Marcatori | 49’ A. Donnarumma 84’ Partipilo |

| Arbitro: | Di Bello (Brindisi) |

|                                  |           |  |
| Mota 48’, 88’ Gytkjær 53’ (rig.) | Marcatori |  |

| Arbitro: | Giua (Olbia) |

|              |           |                  |
| Lapadula 47’ | Marcatori | 45’, 51’ Finotto |

#### Play-off
| Arbitro: | Manganiello (Pinerolo) |

|  |           |              |
|  | Marcatori | 38’ Lapadula |

| Arbitro: | Prontera (Bologna) |

|              |           |  |
| Lapadula 85’ | Marcatori |  |

| Arbitro: | Sozza (Seregno) |

|            |           |  |
| Benali 11’ | Marcatori |  |

### Coppa Italia

#### Turni eliminatori
| Arbitro: | Cosso (Reggio Calabria) |

|                                   |           |                      |
| Improta 32’ Moncini 120+5’ (rig.) | Marcatori | 90+5’ (aut.) Moncini |

| Arbitro: | Zufferli (Udine) |

|                           |           |             |
| Milenković 19’ Sottil 47’ | Marcatori | 51’ Moncini |